# Bombus volucelloides
Bombus volucelloides (saknar svenskt namn) är en insekt i överfamiljen bin (Apoidea) och släktet humlor (Bombus) som finns i Central- och Sydamerika.

## Beskrivning
Pälsen är tät. Drottningen är svart med undantag av en vit tofs på mellankroppen och de fyra sista tergiterna, nummer 3 till 6, som är vita. Vingarna är brunsvarta till svarta med viss violett glans. Arbetarna har en liknande färgteckning, men endast den bakre delen av tergit 3 är vit (tillsammans med tergit 4 till 6). Vingarna är vanligen tydligt ljusare än hos drottningen. Hanarna har ett helt annorlunda utseende. Huvudet är övervägande gult, endast hjässan är svart. Tergit 1 är gul, tergit 2 övervägande gul, och resten av bakkroppen, tergit 3 till 7, är svart. Vingarna är ljusbruna, mycket ljusare än hos honorna. Drottningen blir 20 mm lång, arbetarna 12 till 16 mm, och hanarna 15 mm.

## Ekologi
Arten, som lever på höjder mellan 1 000 och 3 000 m, är troligtvis aktiv året runt. Den har setts på pumpan Cucurbita ficifolia (i familjen gurkväxter).
I Panama har humlan (tillsammans med förrymda afrikanska honungsbin) visat sig vara en viktig pollinatör av kaffeodlingar.

## Utbredning
Utbredningsområdet omfattar Colombia (departementen Magdalena och Meta), Costa Rica, Ecuador, Panama och Venezuela (delstaten Amazonas).

## Taxomomi
Taxonomin för denna art är omstridd; vissa forskare räknar den som en synonym till Bombus melaleucus.